# Борго Масано (Пезаро и Урбино)
Борго Масано (итал. Borgo Massano) је насеље у Италији у округу Пезаро и Урбино, региону Марке.
Према процени из 2011. у насељу је живело 1302 становника. Насеље се налази на надморској висини од 89 м.